# Асмолов, Александр Григорьевич
Алекса́ндр Григо́рьевич Асмо́лов (род. 22 февраля 1949, Москва, СССР) — советский и российский психолог, педагог, публицист. Доктор психологических наук (1996), академик РАО (2008), заведующий кафедрой психологии личности факультета психологии МГУ имени М. В. Ломоносова, профессор-исследователь НИУ ВШЭ (до февраля 2022), директор Школы антропологии будущего Института общественных наук Российской академии народного хозяйства и государственной службы при Президенте РФ, научный руководитель Московского института психоанализа, председатель Экспертно-стратегического совета и научный руководитель Благотворительного фонда «Вклад в будущее» (2018—2022), заслуженный профессор Московского университета (2008), вице-президент Российского психологического общества, заслуженный работник высшей школы РФ (2005), лауреат премии Правительства РФ в области образования, член общественного Совета Российского еврейского конгресса, член попечительского Совета центра «Холокост», член Совета при Президенте Российской Федерации по развитию гражданского общества и правам человека (2018—2022).

## Биография
Родился 22 февраля 1949 года в Москве.
В 1966 году окончил школу № 273 в Москве. По окончании школы поступил на биолого-географический факультет Московского областного педагогического института имени Н. К. Крупской (1966—1968).
В 1968 году начал работать лаборантом в лаборатории психофизики факультета психологии МГУ имени М. В. Ломоносова (руководитель и первый учитель — доцент М. Б. Михалевская) и перешёл на вечернее отделение факультета психологии МГУ. Окончил факультет психологии МГУ в 1972 году. Старший лаборант, ассистент кафедры общей психологии (1972—1981), доцент и профессор кафедры общей психологии факультета психологии МГУ (1981—1988). Кандидат психологических наук (1976), доктор психологических наук (1996), профессор с 1996 года, заведующий кафедрой психологии личности с 1998 года.
Главный психолог Гособразования СССР (1988—1992); заместитель и первый заместитель министра образования России (1992—1998); вице-президент Общества психологов СССР при АН СССР (с 1989); вице-президент Российского общества психологов (с 2000), член-корреспондент Российской академии образования (с 1995), академик Российской академии образования (с 2008), заместитель председателя экспертного совета по психологии и педагогике Высшей аттестационной комиссии (ВАК); до июля 2018 года директор Федерального института развития образования Министерства образования и науки РФ; заведующий лабораторией Центр психологии и педагогики толерантности Института стратегических исследований в образовании Российской академии образования; главный редактор журналов «Педология» (1999—2004), «Век толерантности» и «Образовательная политика» (с 2010), член пяти редакционных советов и двух экспертных советов, член Международного общества культурно-деятельностных исследований (ISCAR), научный руководитель ГБОУ ВПО МО «Академия социального управления».
С 1988 года участвовал в качестве главного психолога Госообразования СССР в разработке практической психологии образования; целевых программ, посвящённых проблемам одарённых детей, детей с отклонениями развития и детей с социальными девиациями; был инициатором социально-психологических программ «Дети Чернобыля»; профориентации и психологической поддержки (1988—1992). Совместно с В. А. Петровским во ВНИКЕ «Школа» (руководитель Э. Д. Днепров) разработал концепцию дошкольного воспитания. В 1992 году по приглашению министра образования РФ Э. Д. Днепрова приступил к работе в качестве заместителя министра образования РФ и инициировал инновационную стратегию вариативного образования как расширения возможностей развития личности, идеи которой продолжает разрабатывать по настоящее время. А. Г. Асмолов уделял внимание вопросу о реабилитации репрессированной в 1936 году педологии как науке о целостном развитии личности ребёнка. В 1992 году совместно с Э. Д. Днепровым и А. В. Петровским принимал участие в организации Российской академии образования (РАО). В 1993 году по инициативе игумена Иоанна (Экономцева) подписал с Патриархом Алексием II соглашение о проведении первых «Рождественских чтений». В 1994 году А. Г. Асмолов — был назначен заместителем председателя рабочей комиссии по переговорам с Чеченской Республикой под руководством В. А. Михайлова, направленной на предотвращение военного конфликта с Чечнёй. В 1997 году совместно с Михаилом Дмитриевым, Татьяной Клячко, Ярославом Кузьминовым, Александром Тихоновым и Александром Кондаковым разрабатывал проект организационно-экономической модернизация образования. В 2001 году А. Г. Асмолов стал одним из инициаторов и научным руководителем Федеральной целевой программы «Формирование установок толерантного сознания и профилактика экстремизма в российском обществе». В период с 2009 года по 2018 год в должности директора ФИРО разрабатывал социокультурную стратегию модернизации образования; федеральные стандарты общего образования (ФГОС); ФГОС дошкольного образования (2013); концепцию дополнительного образования детей и подростков (2014). Основное содержание периода деятельности с 1992 года по 2018 год отражено в нормативных документах правительства РФ о стандартах общего и дошкольного образования, концепции дополнительного образования детей и подростков. С 2018 года по настоящее время А. Г. Асмолов участвует в работе экспертного совета по воспитанию при Комитете Государственной Думы по образованию и науке (2018); межведомственной рабочая группа по вопросам развития системы общего образования при президенте РФ (2020); экспертного совета Министерства просвещения Российской Федерации по вопросам дополнительного образования детей и взрослых, воспитания и детского отдыха (2021); Совета по развитию гражданского общества и правам человека при Президенте РФ с 2018 года. В начале марта 2022 года вышел из состава Совета при Президенте Российской Федерации по развитию гражданского общества и правам человека из-за «несоответствия происходящего вокруг правам человека».

## Научная, педагогическая и общественная деятельность
Области интересов:
- Исследования эволюции уникальности человека;
- Разработка конструктивистской методологии познания через оптику системно-деятельностного подхода и историко-эволюционного анализа сложных систем в эволюционной психологии и этологии, психологии личности, когнитивной психологии активности, психофизике решения сенсорных задач, психологии сознания, психологии установки и бессознательного, психологии межкультурной коммуникации и культурной антропологии, психологии толерантности и переговоров, педагогической антропологии и социокультурной модернизации образования;
- Развитие идей научных школ: школы культурно-исторической психологии и психологической теории деятельности Л. С. Выготского, А. Р. Лурия, А. Н. Леонтьева; школы «физиологии активности» Н. А. Бернштейна и психофизиологической концепции вероятностного прогнозирования будущего И. М. Фейгенберга; школы психологии установки и бессознательного Д. Н. Узнадзе;
- Образовательная политика, связанная с идеями междисциплинарных исследований человека в антропологических практиках гуманистического вариативного образования и педагогике достоинства[18].

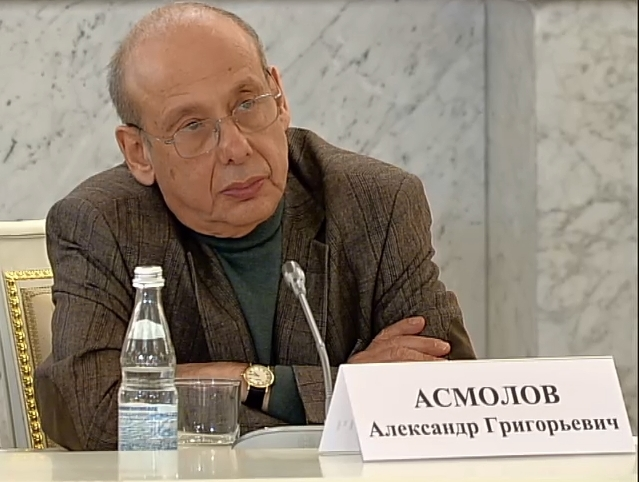
А. Г. Асмолов на заседании Совета по развитию гражданского общества и правам человека, 2019 год

Является учеником классиков психологии А. Н. Леонтьева и А. Р. Лурия. В своих исследованиях развивает идеи культурно-исторической психологии Л. С. Выготского и неклассической биологии активности Н. А. Бернштейна. Является основателем методологии системно-деятельностного подхода и историко-эволюционного анализа развития личности; их реализации в стратегии персонализации и социокультурной модернизации образования, а также в культурных практиках вариативного образования; когнитивной психологии активности.
В 1976 году защитил кандидатскую диссертацию на тему «О месте установки в структуре деятельности» под руководством А. Н. Леонтьева. Оппонентами на защите кандидатской диссертации были академик АПН СССР А. В. Запорожец и ведущий специалист в области психологии бессознательного, доктор медицинский наук Ф. В. Басин. В обсуждении диссертации приняли участие профессора Л. М. Веккер, М. Г. Ярошевский, Ш. А. Надирашвили и А. Е. Шерозия. После защиты диссертации участвовал в организации международного Симпозиума «Бессознательное: природа, функции, методы исследования» (Тбилиси, 1978), на котором выступил с докладом, посвящённом классификации неосознаваемых явлений. В 1979 году вышла монография «Деятельность и установка», посвящённая диалогу между школой теории деятельности А. Н. Леонтьева и школой психологии установки Д. Н. Узнадзе. Гипотеза об иерархической природе установок как стабилизаторов поведения личности, а также разработанный совместно с В. А. Петровским динамический подход к психологии деятельности стали одной из ведущих линий исследования, приведших к разработке системно-деятельностного подхода в психологии. Другая линия связана с разработкой перспектив исследования смысловых образований личности совместно с Б. В. Зейгарник, Л. С. Цветковой, Б. С. Братусем, В. А. Петровским, Е. В. Субботским и А. У. Харашем. В 1979 году вышла совместная статья под названием «О некоторых перспективах исследования смысловых образований личности». Эта линия исследований нашла своё продолжение в докторской диссертации «Историко-эволюционный подход к психологии личности» (1996). В период с 1984 года по настоящее время А. Г. Асмолов читает на факультете психологии МГУ лекции по курсам «Психология личности» и «Методологические основы психологии». В 1998 году по инициативе А. Г. Асмолова была организована первая в России кафедра психологии личности. В 2018 году была проведена международная конференция «Личность в эпоху перемен: Mobilis in Mobili», посвящённая юбилею кафедры психологии личности. В настоящее время А. Г. Асмолов является председателем диссертационного совета МГУ по специальности «Общая психология, психология личности, история психологии». С июня 2021 года — член учёного совета РАНХиГС.
Член Союза писателей Москвы, член Союза журналистов России, главный редактор журнала «Образовательная политика», член редколлегий и редсоветов журналов: «Вопросы психологии», «Народное образование», «Мир психологии», «Психологические исследования», «Культурно-историческая психология», «Вопросы образования», «Учительской газеты».
Автор более 500 работ, изданных в России и за рубежом, по методологии и теории эволюции сложных систем, культурно-исторической психологии, психоистории, политической психологии, этологии, психофизике, нейрокогнитивной науке, психологии личности, психологии переговоров и конфликтов, практической психологии образования, а также по проблемам межкультурного диалога, толерантности и профилактики агрессивного поведения.
Большое внимание уделяет популяризации идей человековедения, культуры достоинства, мотивации саморазвития человека, преадаптивной природы шутов и «гадких утят» в потоках изменений, эволюционной футурологии в различных авторских циклах передач на радио и телевидении, в публикациях в СМИ и в интернете.
Является активным сторонником продвижения идей Холокоста в системе российского образования. Считает, что «трагедия холокоста должна освещаться и входить в самые разные курсы нашей системы образования — курсы литературы, курсы истории, без них невозможно».
В феврале 2022 подписал открытое письмо российских учёных и научных журналистов с осуждением вторжения России на Украину и призывом вывести российские войска с украинской территории.
В августе 2022 года совместно с рядом российских правозащитников и учёных подписал открытое письмо Президенту России, предложив ему содействовать отмене смертной казни в ДНР.

## Семья
- Отец — Григорий Львович Асмолов (Асмоловский, 1907—1984)[~ 6], в 1926—1928 годах служил на Черноморском флоте на крейсере «Червона Украина», один из организаторов энергетики СССР[~ 6], заслуженный энергетик СССР[~ 6].
- Мать — Мария Самойловна Асмолова (урождённая Йогман, 1909—1983), родом из Двинска[~ 6], в 1920 годах была секретарём Харьковского городского комитета ВЛКСМ.
- Сестра — Наталья Григорьевна Асмолова-Тендрякова (1933—2023), журналист и литературный переводчик[~ 6], была замужем за писателем Владимиром Тендряковым.
- Брат — Владимир Григорьевич Асмолов[~ 6] (род. 1946), теплофизик, ведущий эксперт по безопасности атомной энергетики, доктор технических наук.
- Жена — Евгения Иосифовна Фейгенберг (род. 1951), нейропсихолог, специалист в области восстановительного обучения; дочь психофизиолога И. М. Фейгенберга.
- Сын — Григорий Александрович Асмолов (род. 1980), доцент Королевского колледжа Лондона, эксперт в области развития интернета, социальных сетей и кризисных коммуникаций, лауреат премии Рунета (2010), доктор философии (PhD) по специальности «Медиа и коммуникации»[34].
- Сын — Тимофей Александрович Асмолов (род. 1982), кандидат технических наук, специалист в области организации и технологии защиты информации, эксперт в области дополнительного образования детей и подростков, лауреат Премии РФ в области образования (2015)[35].

## Выступления в СМИ
С середины 1970-х годов по настоящее время наиболее значимые выступления в прессе, радио и на телевидении: программа «Что? Где? Когда?» по приглашению В. Ворошилова (1977); публикации «Психолог как улыбка Чеширского кота» («Московский комсомолец»); выступления в программе «Прожектор перестройки» совместно с Т. Черняевой (1988—1990); выступления в программе «Взгляд» по приглашению А. Лысенко; в программе «Мужчина и женщина» с К. Прошутинской; в программе «Вести» с Н. Сванидзе; «Очевидное — невероятное» (С. П. Капица); о ходе переговоров с Чечнёй («Время»; «Маяк»; 1993); «Чёрные дыры. Белые пятна» (телеканал «Культура»); в радиопрограммах К. Лариной и Н. Болтянской «Эхо Москвы»; в программе «От первого лица» с Н. Бехтиной, «Радио России»; «Линия жизни» (телеканал «Культура», 2017); сериал «Великие мистификации» (телеканал «Культура»; 2018); «RTVI» (2020); авторский цикл телепередач о художественных фильмах «Повторный сеанс» (40 эпизодов; канал «Психология»; 2010—2011); авторские программы «от Адама до атома» и «Асмолов. Психология перемен» (телеканал «Культура»; 2010—2020); «Гость» в программе В. Познера (2020); «Энгельс» (телеканал «Культура», 2020).
С 1990-х годов публикации и выступления: «Сегодня»; «Огонёк»; «Независимая газета»; «Новая газета»; «Учительская газета»; «Росбалт»; «РБК»; «Психологическая газета»; «Вести образования», а также на радиостанциях «Эхо Москвы», «Маяк», «Радио Свобода», «Би-би-си» и другие.

## Интервью
- Александр Асмолов и Лев Шлосберг: «Эпидемия страха» / Люди мира // ГражданинЪ TV. 29 сентября 2022.
- Пандемия ненависти и как с ней бороться. Александр Асмолов: Утренний разворот» // Живой гвоздь. 9 октября 2023.
- Александр Асмолов и Лев Шлосберг: «Природа ненависти» / Люди мира // ГражданинЪ TV. 3 ноября 2023.

## Научные труды

### Монографии
- Асмолов А. Г. Деятельность и установка. — М.: Изд-во МГУ, 1979.
- Асмолов А. Г. Принципы организации памяти человека: системно-деятельностный подход к изучению познавательных процессов: учебно-методическое пособие. — М.: Академия, 1985.
- Асмолов А. Г. Культурно-историческая психология и конструирование миров. — М.: МПСИ; Воронеж: НПО «МОДЭК», 1996.
- Асмолов А. Г. Vygotsky today: On the Verge of Non-Classical Psychology (Horizons Psychology). — NY, 1999.
- Асмолов А. Г. По ту сторону сознания: методологические проблемы неклассической психологии. — М.: Смысл, 2002.
- Асмолов А. Г., Солдатова Г. У. Социальная компетентность классного руководителя. Режиссура совместных действий. — М.: Смысл, 2006.
- Асмолов А. Г. Психология личности: культурно-историческое понимание развития человека. 3-е изд., испр. и доп. — М.: Смысл; ИЦ «Академия», 2007.
- Асмолов А. Г. Как проектировать универсальные учебные действия в начальной школе. От действия к мысли: пособие для учителя / Под ред. А. Г. Асмолов, Г. В. Бурменская, И. А. Володарская и др. — М.: Просвещение, 2009.
- Асмолов А. Г. Оптика просвещения: социокультурные перспективы. — М.: Просвещение, 2015.
- Асмолов А. Г., Шехтер Е. Д., Черноризов А. М. Преадаптация к неопределённости: непредсказуемые маршруты эволюции. — М.: Акрополь, 2018.
- Асмолов А. Г. Как уловить неуловимое внимание (на пороге когнитивной психологии активности) / в кн. Фаликман М. В. Парадоксы зрительного внимания: эффекты перцептивных задач. — М.: Издательский Дом ЯСК: Языки славянской культуры., 2018.
- Асмолов А. Г. Не фантастическое путешествие в иные цивилизации: об искусстве преодоления познавательного эгоцентризма // Тендрякова М. В. Многообразие типичного. Очерки по культурно-исторической психологии народов / науч. ред. — М.: Издательский дом ЯСК, 2020.
- Асмолов А. Г. Психология культурной патологии: теневая сторона технологического прогресса // Тхостов А. Ш. Культурно-историческая патопсихология. — М.: Канон-плюс, 2020.
- Асмолов А. Г. Дорогу осилит идущий: взгляд динамики на «биодинамику жизнеустойчивости» // Латаш М. Л. Физика живого движения и восприятия / науч. ред. — М.: Когито-Центр, 2020.
- Асмолов А. Г. Политическая персонология власти // Рубцова А. В. Нарцисс в броне. Психоидеология «грандиозного Я» в политике и власти. — М.: Прогресс-Традиция, 2020.
- Асмолов А. Г. Психология достоинства: Искусство быть человеком — М.: Альпина Паблишер, 2025.

### Статьи
- Асмолов А. Г. Mobilis in mobili: личность в эпоху перемен / Под общ. ред. А. Асмолова. — М.: Издательский Дом ЯСК, 2018.
- Асмолов А. Г. Психология кризиса. Реконструкция перспектив в условиях пандемии и инфодемии / А. Г. Асмолов, Т. А. Нестик, Г. У. Солдатова и др. // Общество и пандемия: опыт и уроки борьбы с COVID-19 в России / Под ред. В. Мау и др. — М.: Москва, 2020. — С. 515—580.
- Асмолов А. Г., Михалевская М. Б. От психофизики «чистых ощущений» — к психофизике «сенсорных задач» // Проблемы и методы психофизики: хрестоматия / Ред.-сост.: А. Г. Асмолов, М. Б. Михалевская. — М.: Изд-во МГУ, 1974.
- Асмолов А. Г., Братусь Б. С., Зейгарник Б. В. и др. О некоторых перспективах исследования смысловых образований личности // Вопросы психологии. — 1979. — № 4.
- Асмолов А. Г. Классификация неосознаваемых явлений и категория деятельности // Вопросы психологии. — 1980. — № 3.
- Асмолов А. Г., Марилова Т. Ю. Роль социальной позиции в перестройке мотивационно-смысловой сферы онкологических больных // Журнал неврологии и психиатрии им. С. С. Корсакова. — 1985. — № 12.
- Асмолов А. Г., Фейгенберг Е. И. Некоторые аспекты невербальной коммуникации: за порогом рациональности // Психологический журнал. — 1989. — Т. 10. — № 6.
- Асмолов А. Г. Непройденный путь: от культуры полезности — к культуре достоинства // Вопросы психологии. — 1990. — № 5.
- Асмолов А. Г., Ягодин Г. А. Образование как расширение возможностей развития личности: от диагностики отбора — к диагностике развития // Вопросы психологии. — 1992. — С. 1—2.
- Асмолов А. Г. Школа неопределённости // Московский клуб. — 1993. — № 3.
- Асмолов А. Г. Практическая психология и проектирование вариативного образования в России: от парадигмы конфликта — к парадигме толерантности // Вопросы психологии. — 2003. — № 4. — С. 3—15.
- Асмолов А. Г. Стратегия социокультурной модернизации образования: на пути к преодолению кризиса идентичности и построению гражданского общества // Вопросы образования. — 2008. — № 1. — С. 65-86.
- Асмолов А. Г., Асмолов Г. А. От Мы-медиа к Я-медиа: трансформация идентичности в виртуальном мире // Вестник Московского университета. Серия 14: Психология. — 2010. — № 1.
- Асмолов А. Г. Идеология толерантности: школа жизни с непохожими людьми // Образовательная политика. — 2011. — № 2 (52).
- Асмолов А. Г. Психология современности: вызовы неопределённости, сложности и разнообразия // Психологические исследования (электронный журнал). — 2015. — Т. 8, № 40.
- Асмолов А. Г., Шехтер Е. Д., Черноризов А. М. Что такое жизнь с точки зрения психологии: историко-эволюционный подход к психофизической проблеме // Вопросы психологии. — 2016. — № 2. — С. 3—23.
- Асмолов А. Г., Гусельцева М. С. Психология как ремесло социальных изменений: технологии гуманизации и дегуманизации в обществе // Мир психологии. — 2016. — № 4.
- Асмолов А. Г., Асмолов Г. А. Интернет как генеративное пространство: историко-эволюционная перспектива // Вопросы психологии. — 2019. — № 4. — С. 1—26.
- Асмолов А. Г., Шехтер Е. Д., Черноризов А. М. Сложность как символ познания человека: от постулата к предмету исследования // Вопросы психологии. — 2020. — Т. 66, № 1. — С. 3—18.
- Асмолов А. Г. Asmolov A. G. Anthropology of everyday: Transformation of human behavior under technological and social change // Lurian Journal. — 2020. — Vol. 1, no. 3.

## Награды
Федеральный уровень
- Почётные значки Государственного комитета по образованию СССР (1988—2002)[18]
- Медаль «В память 850-летия Москвы»
- Заслуженный работник высшей школы Российской Федерации (2005)
- Лауреат премии Правительства РФ в области образования (2010)[46]
- Кавалер Ордена Дружбы (2012)

Академический уровень
- Медаль К. Д. Ушинского (2003)
- Юбилейный нагрудный знак «250 лет МГУ имени М. В. Ломоносова»] (2004)[47]
- Золотая медаль «За достижение в науке» РАО (2007)[48]
- Заслуженный профессор Московского университета (2008)[47]
- Медаль Л. С. Выготского (2012)[47]
- Лауреат Национального психологического конкурса «Золотая Психея» (2004, 2011, 2019)[49]
- Профессор года 2018 в номинации «Психологические науки» (2018)[18]